# Pauselijke Academie voor Sociale Wetenschappen

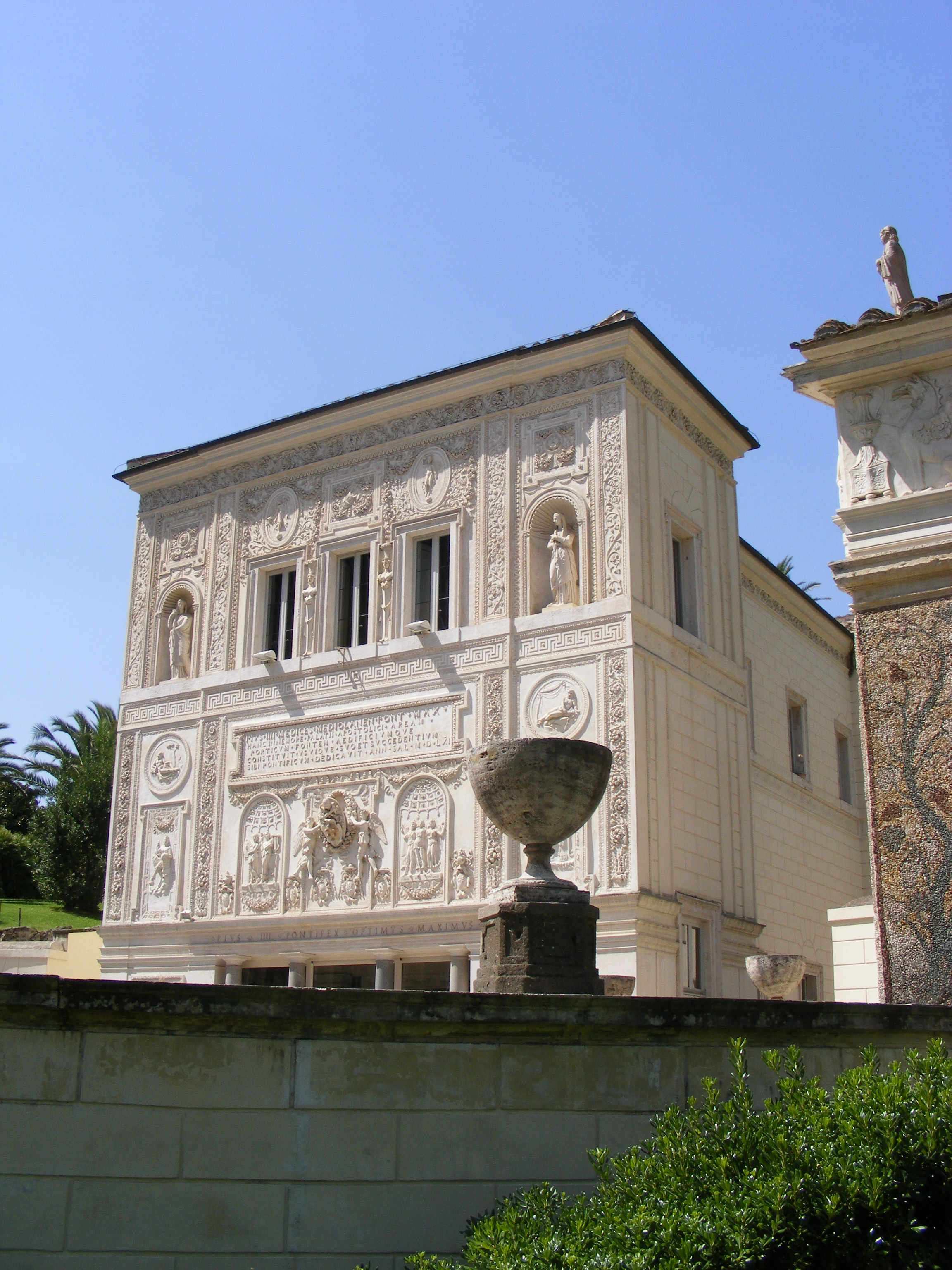
Casina Pio IV, zetel van de Pauselijke Academie voor Sociale Wetenschappen

De Pauselijke Academie voor Sociale Wetenschappen is een onder de Romeinse Curie ressorterend wetenschappelijk genootschap, dat in 1994 - met het motu proprio Socialum Scientiarum - werd opgericht door paus Johannes Paulus II. Het doel van de Academie is het bevorderen van de Sociale Wetenschappen, waaronder Johannes Paulus verstond: sociologie, economie, rechtsgeleerdheid en politicologie. De Academie heeft daarnaast tot taak bij te dragen aan de ontwikkeling van de sociale leer van de Kerk.
De Belgische politiek-filosoof Mgr. Michel Schooyans is lid van deze Academie.
De Academie geeft twee publicatiereeksen uit. In de Acta worden verslagen van bijvoorbeeld congressen en van de plenaire vergaderingen van de Academie gepubliceerd. In de Miscellanea publiceert de Academie wetenschappelijke verhandelingen.
De eerste president van de Academie was de Franse econoom Edmond Malinvaud. Helen Alford O.P. is sinds 1 april 2023 president van de Academie.